# Helge Larsen (arkeolog)
Helge Eyvin Larsen, född 25 februari 1905 i Köpenhamn, död 14 februari 1984, var en dansk arkeolog och etnograf.
Larsen studerade geografi och naturhistoria vid Köpenhamns universitet. Han blev anställd vid Nationalmuseets etnografiska avdelning och deltog i flera expeditioner till Grönland och Alaska. Larsen blev 1936 avdelningens intendent och han var även professor vid University of Alaska. Som huvudredaktör av tidskriften Meddelelser om Grønland samt som guvernör av Arctic Institute of North America publicerade han flera vetenskapliga avhandlingar.
Larsen upptäckte tillsammans med den amerikanska forskaren Froelich Rainey och med Louis Giddings den arkeologiska fyndplatsen Ipiutak i Alaska. I området hittades rester av ungefär 600 byggnader samt cirka 150 ställen som tolkas som rester av kremeringar eller andra bål.
Larsen var den första etnografen som fick tillträde i byar av klanen Nunamiut, en gren av folkgruppen iupiater som lever vid Anaktuvuk Pass i Alaskas bergstrakter.